# André Vallée
André Vallée (ur. 31 lipca 1930 w Sainte-Anne-de-Pérade, zm. 28 lutego 2015) – kanadyjski duchowny katolicki, biskup.
Święcenia kapłańskie przyjął 24 czerwca 1956. Wstąpił do zakonnego Towarzystwa Misji Zagranicznych (P.M.E., Société des Missions-Étrangères). W październiku 1987 został mianowany wojskowym ordynariuszem Kanady, z biskupią stolicą tytularną Sufasar. Sakrę biskupią przyjął 28 stycznia 1988 z rąk arcybiskupa Halifax Jamesa Hayesa. W sierpniu 1996 został przeniesiony na stolicę biskupią Hearst (Ontario). W listopadzie 2005 przeszedł w stan spoczynku w związku z osiągnięciem wieku emerytalnego 75 lat.